# Кембридж (Нью-Йорк)
Кембридж (англ. Cambridge) — місто (англ. town) в США, в окрузі Вашингтон штату Нью-Йорк. Населення — 1952 особи (2020).

## Демографія
Згідно з переписом 2010 року, у місті мешкала 2021 особа в 803 домогосподарствах у складі 549 родин. Було 895 помешкань
Расовий склад населення:
| - 97,5 % — білих - 0,8 % — азіатів - 0,5 % — чорних або афроамериканців - 0,1 % — корінних американців |

До двох чи більше рас належало 0,7 %. Частка іспаномовних становила 0,9 % від усіх жителів.
За віковим діапазоном населення розподілялося таким чином: 21,3 % — особи молодші 18 років, 61,6 % — особи у віці 18—64 років, 17,1 % — особи у віці 65 років та старші. Медіана віку мешканця становила 45,2 року. На 100 осіб жіночої статі у місті припадало 108,4 чоловіків;  на 100 жінок у віці від 18 років та старших — 101,3 чоловіків також старших 18 років.
Середній дохід на одне домашнє господарство  становив 81 941 долар США (медіана — 65 417), а середній дохід на одну сім'ю — 97 630 доларів (медіана — 76 563). Медіана доходів становила 55 625 доларів для чоловіків та 45 536 доларів для жінок. За межею бідності перебувало 7,5 % осіб, у тому числі 6,5 % дітей у віці до 18 років та 6,7 % осіб у віці 65 років та старших.
Цивільне працевлаштоване населення становило 989 осіб. Основні галузі зайнятості: освіта, охорона здоров'я та соціальна допомога — 23,6 %, науковці, спеціалісти, менеджери — 12,0 %, виробництво — 12,0 %.